# Käthe Loewenthalová

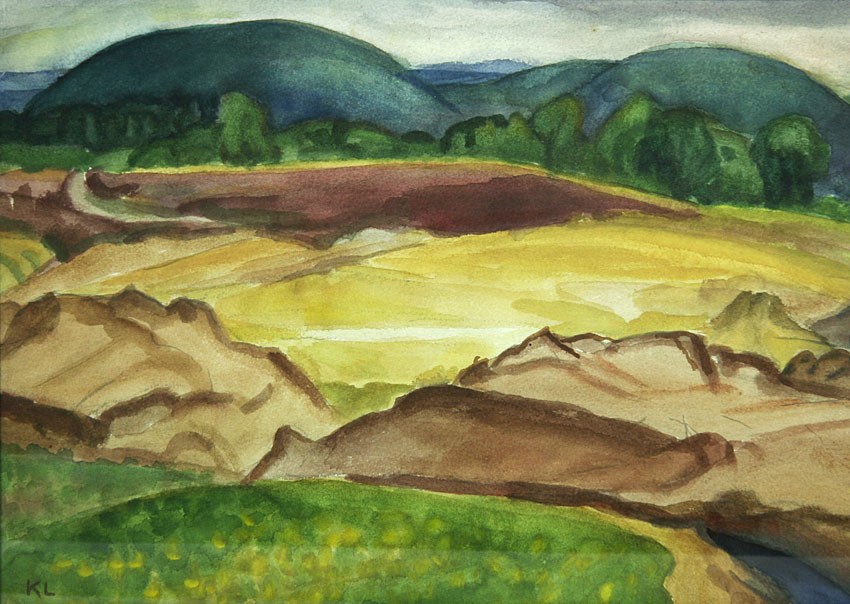
Bernská alpská krajina, autor: Käthe Loewenthalová

Käthe Loewenthalová, nepřechýleně Käthe Loewenthal, celým jménnem Käthe Frida Rosa Loewenthal (27. března 1878 Berlín – 26. dubna 1942 ghetto Izbica) byla německá modernistická krajinářka židovského původu. Byla zavražděna během holokaustu.

## Život
Její otec Wilhelm Loewenthal byl oftalmolog a hygienik. Často se stěhovali, žili v Ženevě, Lausanne, Paříži a Berlíně, protože její otec pracoval na různých univerzitách. Rok 1890 je zastihl v Bernu, kde se spřátelila s rodinou místního pastora a konvertovala k protestantismu. Také se seznámila se švýcarským symbolistickým malířem Ferdinandem Hodlerem a začala se zajímat o umění. Po dokončení středního vzdělání u něj studovala v letech 1895 až 1897. Při návštěvě Paříže se setkala s německým malířem Leo von Königem. Vrátila se s ním do Berlína a chodila na hodiny v jeho soukromé škole. Poté studovala na umělecké škole založené Wilhelmem Feldmannem v Möllnu.
V letech 1904 až 1905 pracovala jako umělec na volné noze v Mnichově a podnikala výlety do Bernské vysočiny, což se stalo oblíbeným motivem jejích raných obrazů. V roce 1909 se přestěhovala do Stuttgartu ke své přítelkyni, malířce Erně Raabeové. Tam studovala na Státní akademii výtvarných umění v „Damenmalklasse“ (ženské třídě), kterou vyučoval Adolf Hölzel, a v roce 1914 získala akademický titul.
Když Erna Raabeová ve 30. letech 20. století vážně onemocněla, Käthe Loewenthalová pečovala o Ernu Raabeovou až do jejího úmrtí a ukryla její obrázky. V roce 1934 bylo její studio uzavřeno a byla vyloučena ze všech organizací, ke kterým patřila. Käthe Loewenthalová, která byla židovského původu, kvůli Emě Rabeové neuprchla před nacisty, a byla v roce 1942 zavražděna v nacistickém koncentračním táboře. Až do roku 1941 mohla ještě občas podnikat výlety do Švýcarska a malovat v horách.Tajně se jí dostalo podpory od přátel z umělecké komunity a její bývalé služebné Marie, která později skryla a zachránila přes 200 jejích pastelů a akvarelů.